# Совет рабочих Ольстера
Совет рабочих Ольстера (англ. Ulster Workers' Council) — североирландская профсоюзная и политическая организация лоялистского направления. Объединял рабочих-протестантов. Выступал с позиций ольстерского юнионизма. Противостоял республиканскому движению ирландских католиков. Тесно сотрудничал с Ассоциацией обороны Ольстера. Организовал лоялистскую забастовку в мае 1974 года.

## Создание
Рабочая организация протестантов-юнионистов Ольстера — Лоялистская ассоциация рабочих (LAW) — существовала с 1971 года. LAW (английская аббревиатура означает «закон») тесно сотрудничала с Авангардной прогрессивной юнионистской партии (VPUP) и боевиками Ассоциации обороны Ольстера (UDA). Активно участвовала в уличных акциях, в том числе насильственного характера.
Создание лоялистской профсоюзной организации инициировали активисты LAW — рабочие судоверфи Harland & Wolff. Первое совещание в ноябре 1973 года провёл профсоюзный активист Гарри Мюррей. Учредительное совещание прошло 6 декабря 1973 в штаб-квартире VPUP. В феврале 1974 был сформирован руководящий орган из 13 членов под председательством Гленна Барра — члена VPUP и бригадира UDA. В состав руководства вошёл также бригадир UDA Cэмми Смит. Официальное заявление о создании Совета рабочих Ольстера (UWC) состоялось в апреле 1974 года. В публикации органа UDA Ulster Loyalist подчёркивался социальный приоритет рабочего класса в будущей Северной Ирландии.
С самого начала UWC занимал позицию жёсткого лоялизма и юнионизма, противостоял ирландским республиканцам, особенно Временной ИРА. Выступал в альянсе с VPUP, Демократической юнионистской партией (DUP), UDA и Ольстерскими добровольческими силами (UVF). Протестантско-лоялистские лидеры Иан Пэйсли, Дэвид Тримбл, Энди Тайри, Уильям Крейг, Гарри Уэст выступали ближайшими союзниками и политическими партнёрами UWC.

## Позиция
8 апреля 1974 года делегация UWC во главе с Гленном Барром встретилась с британским государственным секретарём по делам Северной Ирландии Мерлином Рисом. UWC требовал перевыборов Ассамблеи Северной Ирландии и оказания давления на ирландские власти для освобождения лоялистских боевиков. Переговоры окончились безрезультатно. UWC объявил забастовочную готовность.
Главным требованием UWC являлась отмена Саннигдейлского соглашения от 9 декабря 1973. Договорённости, заключённые премьер-министрами Великобритании И Ирландии при участии североирландских парламентских партий, предполагали создание Совета Ирландии — межгосударственного ирландско-ольстерского консультативного органа. Речь шла о разделении власти между протестантами-юнионистами и ирландскими католиками. Радикально-лоялистское крыло протестантской общины выступило категорически против. Была поставлена задача сорвать ратификацию соглашения.
13 мая 1974 в Портраше состоялось собрание UWC, в котором приняли участие Энди Тайри и Иан Пэйсли. Было принято решение о всеобщей забастовке.

## Забастовка
Забастовка Рабочего совета Ольстера началась 15 мая 1974. Первыми прекратили работу судоверфь Harland & Wolff, порт Ларн и Бэллилумфордская электростанция в Антриме. Активисты UWC при поддержке военизированных организаций, прежде всего UDA, заблокировали транспортные коммуникации (для этого применялись угнанные автомобили). Были выставлены мобильные пикеты под охраной боевиков.
Транспортная блокада нарушила цикл сельскохозяйственного производства и продовольственного снабжения. В следующие дни к забастовке примкнул ряд предприятий промышленности, торговли и бытового обслуживания. Был составлен перечень «основных услуг» — систем жизнеобеспечения, которым UWC обеспечивал рабочий режим. При этом безусловному закрытию подлежали все пабы, что вызывало многочисленные протесты.
В ряде случаев к забастовке принуждались силовыми методами. На некоторых предприятиях Белфаста произошли ожесточённые столкновения, боевики применили коктейли Молотова против сил правопорядка. В преимущественно католических городах организовать забастовку не удалось, но там возникли производственные перебои из-за прекращения подачи электричества.
17 мая произошли мощные взрывы заминированных автомобилей в Дублине и Монахане. Власти Ирландии обвинили в терактах UVF. Сэмми Смит публично выразил радость по поводу взрывов в Ирландии. 21-22 мая произошли взрывы в Белфасте, Кастлдерге и на железнодорожном участке Белфаст—Бангор. 24 мая боевики UDA и UVF обстреляли несколько открывшихся пабов, кафе и АЗС. 26 мая подразделения британской армии начали снос возведённых лоялистами баррикад и аресты боевиков. Объекты инфраструктуры стали браться под охрану вооружёнными силами.
Забастовка приобретала характер кампании насилия. В общей сложности за две недели погибли более 40 человек — в основном от взрывов в Ирландии, но также в ходе обстрелов и спровоцированных автоаварий в Ольстере.

Политическую забастовку против сближения с республиканско-католической Ирландией в мае 1974 года Ольстерский рабочий совет вообще проводил как военно-террористическую кампанию. В теснейшей координации с протестантскими боевыми формированиями.

Последним днём забастовки UWC стало 28 мая 1974. На следующий день предприятия и учреждения Северной Ирландии возобновили работу.

## Последствия
Формально британское правительство отказывалось выполнить требования забастовщиков. Но реально забастовка одержала победу — Саннигдейлское соглашение не вступило в силу.
Успех забастовки стимулировал Временную ИРА к активизации своей вооружённой борьбы. Этот фактор совпал с обострением внутренней борьбы в лоялистском движении. В июле 1974 Гарри Мюррей вышел из UWC. В марте 1976 боевиками ИРА был убит Сэмми Смит.
В 1977 году был создан новый лоялистский координационный орган — Совет действия объединённых юнионистов (UUAC). 3 мая 1977 UUAC во главе с Ианом Пэйсли призвал UWC провести новую забастовку в расчёте на повторение успеха. Однако на этот раз не удалось сформулировать очевидных требований и получить массовую поддержку. По словам Гарри Мюррея, рабочие-протестанты «повернулись спиной» к забастовочному призыву. Гленн Барр выступил против забастовки, Гарри Уэст организовал демонстрацию с призывом вернуться к работе. 
Авторитет UWC был подорван преступлением боевика UDA Кенни Макклинтона, застрелившего протестанта Гарри Брэдшоу — водителя автобуса, отказавшегося бастовать. На этом фоне UWC практически прекратил существование.
Безуспешную попытку возродить UWC, но уже как организацию, борющуюся за рабочие места и единство всего рабочего класса, невзирая на конфессиональное разделение, предпринял Гарри Мюррей в 1982 году.